# كأس نيوزيلندا
كأس نيوزيلندا (بالإنجليزية: Chatham Cup)‏ ، هي بطولة رسمية لكرة القدم في نيوزيلندا ، و النادي الاكثر تحقيقا لها هو نادي اوكلاند سيتي برصيد ١٦ بطولة ،أسست البطولة سنة 1923م.

## وصلات خارجية
- This year's tournament
- Cup history
- Finals results and scorers
- Finals results, with links to year by year competition details